# Alan Perlis
Alan Jay Perlis (Pittsburgh, Pensilvania, EE. UU., 1 de abril de 1922-New Haven, Connecticut, EE. UU. 7 de febrero de 1990) fue un catedrático estadounidense de ciencias de la computación que ganó el Premio Turing en 1966 y fue presidente de la Asociación para la Maquinaria Computacional (ACM) de 1962 a 1964. Es conocido por su trabajo pionero en lenguajes de programación.

## Biografía
Perlis nació en una familia judía el 1 de abril de 1922 en Pittsburgh, Estados Unidos. Se graduó en Taylor Allderdice High School en 1939.
Cursó la licenciatura en química en el Instituto de Tecnología de Carnegie y se graduó el 20 de diciembre de 1942.
Dos días después de graduarse, Perlis comenzó su experiencia en la Segunda Guerra Mundial: la mañana del 22 de diciembre se alistó en el Programa de Meteorología para Cadetes de Aviación de la Fuerza Aérea del Ejército de los Estados Unidos. Tras nueve meses de entrenamiento, ascendió a subteniente del servicio de meteorología. Fue asignado a la Escuela de Inteligencia de la Fuerza Aérea del Ejército en Harrisburg, Pensilvania, un centro de entrenamiento para la interpretación fotográfica y la inteligencia de combate. Posteriormente, Perlis fue enviado al cuartel general de operaciones de la 9.ª Fuerza Aérea del Ejército de los Estados Unidos en el Reino Unido, donde sirvió durante dieciocho meses como oficial de inteligencia y meteorólogo en un escuadrón de reconocimiento.
En septiembre de 1945, regresó a la vida civil y se matriculó en el Instituto Tecnológico de California para cursar un posgrado en química. Pronto se dio cuenta de que esta no era su pasión y se dedicó a estudiar matemáticas en el Instituto Tecnológico de Massachusetts (MIT). En el MIT, Perlis investigó sobre métodos de análisis numérico, bajo la supervisión de Philip Franklin, lo que le llevó a completar una tesis de maestría en 1949 (La solución de ecuaciones integrales lineales mediante métodos iterativos) y una tesis doctoral en 1950 "On Integral Equations, Their Solution by Iteration and Analytic Continuation" (Sobre ecuaciones integrales, su solución por iteración y continuación analítica).
Perlis participó en el Proyecto "Whirlwind", el proyecto de computadora digital del MIT. Para 1946, el Proyecto "Whirlwind" se había convertido en el modelo para la construcción de una ambiciosa computadora digital capaz de proporcionar soluciones rápidas a todo tipo de simulaciones y problemas de control, como el seguimiento del movimiento de aeronaves. Franklin dirigía el Grupo de Matemáticas, responsable de la preparación de los programas de software para la máquina proyectada.
Durante los veranos de 1948 y 1949, Perlis ayudó al equipo de Philip Franklin a codificar programas básicos para la computadora aún sin terminar y a estudiar los métodos numéricos conocidos, buscando aquellos que se ajustaran bien a las características del "Whirlwind" cuando entrara en funcionamiento.
Tras doctorarse en matemáticas, Perlis pasó 1951 en el Laboratorio de Investigación Balística (BRL) del Campo de Pruebas de Aberdeen, Maryland, donde trabajó en el cálculo de tablas balísticas. Al igual que el Proyecto "Whirlwind", el Campo de Pruebas de Aberdeen fue la cuna de nuevas investigaciones en diseño, programación y métodos numéricos de computadoras. Fue una de las primeras instalaciones informáticas multimáquina, con tres computadoras diferentes: ENIAC (transferida al BRL en 1947), EDVAC (transferida en 1949) y ORDVAC (transferida en la primavera de 1951).
En enero de 1952, Perlis regresó al Proyecto "Whirlwind", ya finalizado y operativo, ahora rebautizado como Laboratorio de Computación Digital del MIT. En esta ocasión, Perlis fue asignado al equipo de Robert Wieser, responsable del Proyecto "Cape Cod", un sistema prototipo para automatizar la detección de aeronaves enemigas. Operativo en 1953, el sistema "Cape Cod" sentó las bases para el primer sistema automático de defensa aérea a gran escala, SAGE (Semi-Automatic Ground Environment).
En septiembre se incorporó al Laboratorio de Estadística de la Universidad de Purdue, que estaba ampliando sus actividades bajo la dirección de Carl F. Kossac. En 1952, el Laboratorio de Estadística de Purdue estaba a punto de recibir una calculadora electrónica programada con tarjeta (CPC) de IBM, un conjunto de equipos básicos de contabilidad lo suficientemente sofisticados como para requerir los servicios de alguien con experiencia en tecnología informática moderna. Por recomendación de Alex Orden (un colega de Perlis en el MIT), Kossac lo contrató como profesor adjunto en el Departamento de Matemáticas y director de la división computacional del Laboratorio de Estadística.
En Purdue, Alan Perlis inició la investigación que lo llevaría a la fama. Poco después de su llegada, Perlis convenció a Kossac y a la administración universitaria para que adquirieran la mejor computadora de tamaño mediano disponible en aquel momento, la Datatron 205. A principios de 1955, el equipo de Perlis comenzó a diseñar un "compilador de lenguaje matemático" para ella, posteriormente denominado lenguaje IT (Traductor Interno).
IT era un compilador: un conjunto de programas que traducían automáticamente programas escritos en una notación similar a la matemática a código máquina. En este sentido, la informática no se diferenciaba mucho del lenguaje Fortran de IBM, que también estaba en desarrollo en aquel momento. Su interés radicaba en que su estructura lógica era lo suficientemente independiente del Datatron 205 como para permitir su implementación en otros ordenadores con pocas modificaciones. Esta relativa independencia de la máquina de la informática se desarrolló antes que la mayoría de los lenguajes de alto nivel.
En 1956, Perlis dejó Purdue para aceptar un puesto como profesor asociado de matemáticas y director del centro de computación del Instituto Tecnológico Carnegie (actual Universidad Carnegie Mellon). Allí completó la primera versión de IT en una computadora IBM 650. Pronto, IT fue adoptado por muchas instalaciones informáticas universitarias como alternativa a Fortran, que, al principio, solo estaba disponible para computadoras mucho más grandes y costosas. De esta manera, IT contribuyó significativamente a estimular la investigación en técnicas de programación. IT parecía indicar un camino hacia un lenguaje universal o, al menos, hacia un pequeño conjunto de lenguajes mutuamente traducibles. El propio Perlis desempeñaría un papel importante en este proceso.
En la primavera de 1957, representantes de los grupos de usuarios SHARE (IBM), USE (UNIVAC) y DUO (Datatron) solicitaron que la Asociación para la Maquinaria Computacional (ACM) evaluara las perspectivas de un “lenguaje de programación universal”, un lenguaje capaz de trascender las características de máquinas particulares y permitir la creación de programas independientes de la máquina para muchos tipos de aplicaciones.
Esto condujo a contactos entre la ACM y un grupo germano-suizo de especialistas en programación liderado por Heinz Rutishauser y Friederich L. Bauer. En mayo de 1958, bajo el liderazgo de Perlis, un pequeño grupo de representantes de la ACM se reunió en Zúrich con el grupo germano-suizo. Esta reunión resultó en la definición del Lenguaje Algorítmico Internacional (IAL) y su publicación como informe en las Comunicaciones de la ACM, de las cuales Perlis se había convertido en el primer editor en jefe. Al año siguiente, IAL pasó a llamarse ALGOL (por Lenguaje Algorítmico) y fue ampliamente discutido en foros como las Comunicaciones de la ACM, lo que resultó en una nueva definición del lenguaje a principios de 1960 llamada ALGOL-60.
Posiblemente uno de los lenguajes de programación más influyentes de la historia, ALGOL-60 tuvo una historia muy compleja y controvertida en sus inicios. Sin embargo, ALGOL-60 supuso un avance cualitativo en la comprensión y aceptación de la programación como un objeto legítimo de estudio, no solo como una necesidad práctica para el funcionamiento de una computadora. En este sentido, Perlis desempeñó un papel fundamental en la conversión de ALGOL en un modelo para la investigación en programación, por ejemplo, al colaborar con sus colegas de Carnegie en varias extensiones del lenguaje y al defender públicamente la centralidad de los lenguajes y algoritmos de programación como concepto definitorio de la informática.
Igualmente importante durante esos años fue el liderazgo de Perlis, que contribuyó a convertir el naciente campo de la informática en una disciplina académica. De particular relevancia fue la creación del Comité Curricular de la ACM sobre Informática durante su presidencia (1962-1964). La labor de este comité condujo a la publicación de la primera recomendación para un programa de grado en Informática. Además, en Carnegie-Mellon, Perlis logró obtener contratos de la Agencia de Proyectos de Investigación Avanzada (ARPA) del Departamento de Defensa, lo que resultó de gran ayuda para el lanzamiento del Departamento de Informática en 1965.
En 1971, Perlis se trasladó a la Universidad de Yale como profesor Eugene Higgins de Informática en su nuevo Departamento de Informática. Salvo un breve interludio en el curso académico 1977-1978, cuando fue nombrado profesor Gordon y Betty Moore de Informática en el Instituto Tecnológico de California, Perlis permaneció en Yale hasta su fallecimiento el 7 de febrero de 1990.
En 1977, fue elegido miembro de la Academia Nacional de Ingeniería. En 1982, escribió un artículo, "Epigramas sobre programación", para la revista SIGPLAN de la Asociación para la Maquinaria de Computación (ACM), donde describía en una sola frase muchos de los conocimientos que había adquirido sobre programación a lo largo de su carrera. Los epigramas han sido ampliamente citados. También escribió algunos de los más destacados textos en materia de programación del siglo XX.
Falleció el 7 de febrero de 1990 en New Haven, Connecticut.

## Premios y reconocimientos
- Presidente de la ACM (1962-1964);
- Recibió el Premio Turing inaugural en 1966 "por su influencia en el área de las técnicas avanzadas de programación y la construcción de compiladores". Esto hace referencia al trabajo que realizó en Internal Translator en 1956 (descrito por Donald Knuth como el primer compilador exitoso) y como miembro del equipo que desarrolló el lenguaje de programación ALGOL.[3][4]

- Fellow, "American Academy of Arts and Sciences" (1974)

- Miembro, "National Academy of Engineering" (1977)

- "AFIPS Education Award" (1984)

- "Computer Pioneer Award" (1986)

- Miembro, National Research Council (1979-1989), donde sirvió en la Asamblea (1979-1981), el "Computational Mechanics Committee" de la "Assembly of Engineering" (1981-1985), la "Commission on Engineering and Technical Systems" (1982-1989), la "Commission of Physical Sciences, Mathematics, and Resources" (1988-1989).[1]

## Publicaciones
Publicaciones seleccionadas:
- 1957. Internal Translator (IT): A Compiler for the 650. Con  J. W. Smith y H. R. Van Zoeren.
- A. J. Perlis and C. Thornton (1 de abril de 1960). «Symbol manipulation by threaded lists». Communications of the ACM 3 (4): 195–204. S2CID 18096517. doi:10.1145/367177.367202.
- 1965. An introductory course in computer programming. Con Robert T. Braden.
- 1970. A view of programming languages. Con Bernard A. Galler
- 1975. Introduction to computer science
- 1977. In Praise of APL: A Language for Lyrical Programming
- 1978. Almost Perfect Artifacts Improve only in Small Ways: APL is more French than English
- 1981. Software Metrics: An Analysis and Evaluation. Con Frederick Sayward and Mary Shaw
- 1986. FAC: A Functional APL Language. Con Tu Hai-Chen.

Acerca de Alan Perlis
- Denning, Peter J. (1 de mayo de 1990). «Alan J. Perlis—1922–1990: a founding father of computer science as a separate discipline». Communications of the ACM 33 (5): 604-605. S2CID 22132301. doi:10.1145/78607.214943.
- Cheatham, Thomas (1978). «ALGOL session».  En ACM Press, ed. History of Programming Languages. New York, NY. p. 171. ISBN 978-0127450407. doi:10.1145/800025.1198357. Consultado el 18 de septiembre de 2007.